# C/2022 E3 (ZTF)
C/2022 E3 (ZTF) — довгоперіодична комета, відкрита 2 березня 2022 року за допомогою Zwicky Transient Facility (ZTF). Комета досягла свого перигелію 12 січня 2023 року, коли вона перебувала на відстані 1,11 астрономічної одиниці.
Найближче комета підійшла до Землі 1 лютого 2023 року — на відстань 0,28 а. о. Яскравість комети досягла 5-тої зоряної величини — тобто, на темному незасвіченому небі її можна було побачити неозброєним оком як невелику розсіяну пляму, але більшості людей знадобилися біноклі.

## Історія спостережень
Комету C/2022 E3 (ZTF) відкрили астрономи Брайс Болін (Bryce Bolin) і Френк Маскі (Frank Masci) у рамках дослідження Zwicky Transient Facility (ZTF) 2 березня 2022 року. Комета мала видиму зоряну величину 17,3 й перебувала на відстані прибл. 4,3 а. о. від Сонця. Спершу об'єкт ідентифікували як астероїд, але подальші спостереження виявили наявність дуже конденсованої коми, що було ознакою комети.
До початку листопада 2022 року яскравість комети перевищила 10-ту зоряну величину. Комета повільно рухалася сузір'ями Північна Корона і Змія паралельно Землі. Комета мала зелену кому, жовтуватий пиловий хвіст і слабкий іонний хвіст. Її було видно рано ввечері, а наприкінці листопада вона стала помітна на ранковому небі.
На 19 грудня комета розвинула зеленувату кому, короткий і широкий пиловий хвіст і довгий слабкий іонний хвіст, який розтягнувся на 2,5° (для порівняння: діаметр Місяця — приблизно 0,5°). Після цього комета почала рух на північ через сузір'я Волопаса, Дракона та Малу Ведмедицю, пройшла приблизно за 10° від Полярної зорі.
Свого перигелію комета досягла 12 січня 2023 року на відстані 1,11 а. о. від Сонця. Найближче до Землі комета буде 1 лютого 2023 року — на відстані 0,28 а. о. За розрахунками, яскравість комети мала перевищити 6-ту зоряну величину, тобто, стати видимою неозброєним оком.
Перші спостереження комети неозброєним оком відбулися 16 і 17 січня, коли комета мала зоряну величину 5,4 і 6,0 відповідно. Під час максимального наближення до Землі комета буде поблизу північного полюсу світу, в сузір'ї Жирафа. 10—11 лютого комета пройде на відстані 1,5° від Марса, а 13—15 лютого пройде на фоні зоряного скупчення Гіади.

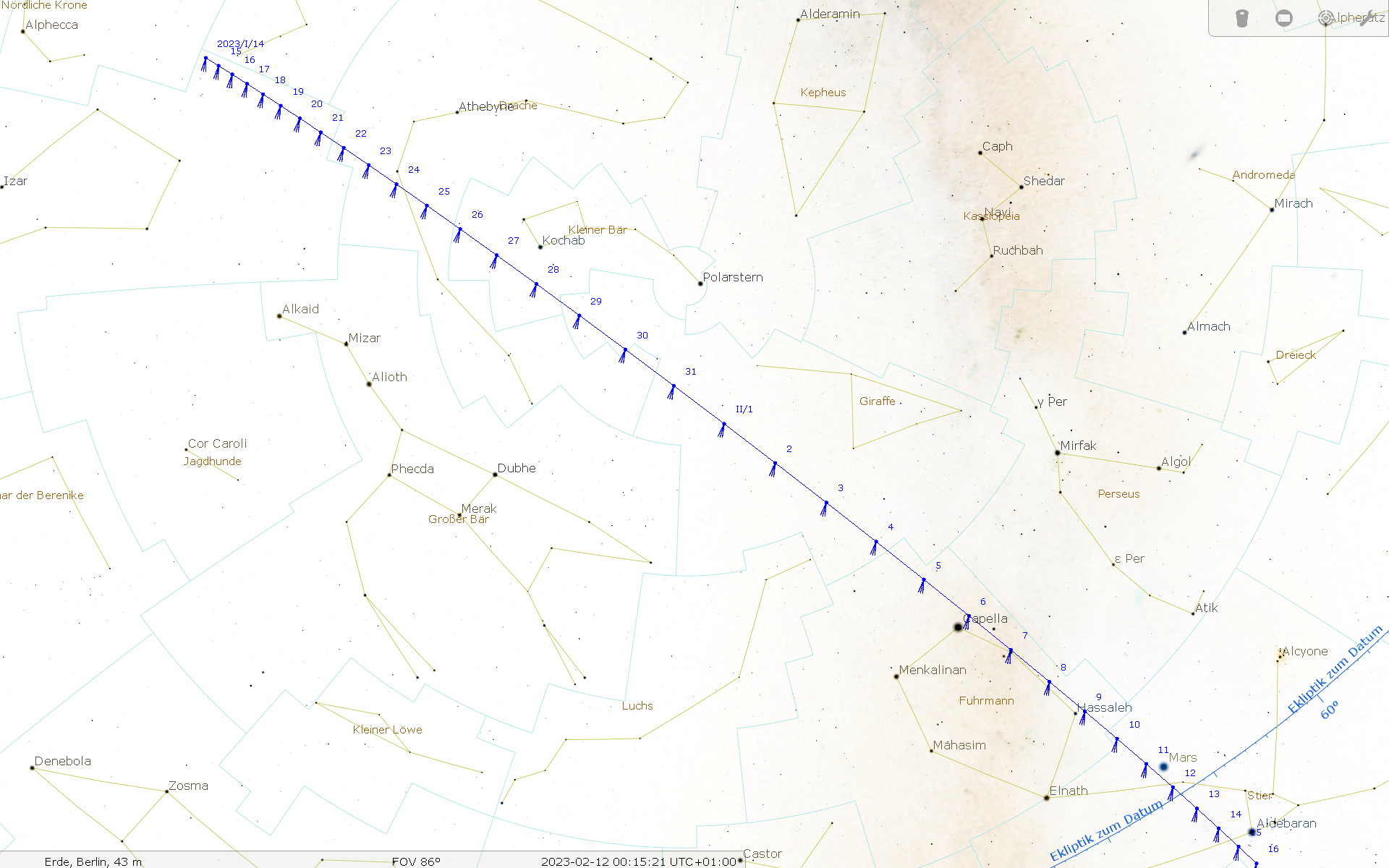
Положення комети C/2022 E3 (ZTF) на зоряному небі між 14 січня та 16 лютого 2023 року

| Дата й час максимального наближення | Відстань від Землі, а. о. | Відстань від Сонця, а. о. | Швидкість відносно Землі, км/с | Швидкість відносно Сонця, км/с | Область невизначеності трьох сигм | Довідка   |
| ----------------------------------- | ------------------------- | ------------------------- | ------------------------------ | ------------------------------ | --------------------------------- | --------- |
| 2023-02-01 17:54                    | 0,2839                    | 1,159                     | 57,4                           | 39,1                           | ±1200 км                          | Горизонти |

## Траєкторія руху
Орбіта комети ретроградна: вона нахилена приблизно на 109° відносно площини екліптики — тобто, комета рухається під дуже великим кутом відносно площин орбіт планет у напрямку, протилежному напрямку їхнього обертання навколо Сонця.
Згідно з відомими елементами орбіти станом на грудень 2022 року, орбіта комети була еліптичною задовго до того, як наблизилася до внутрішньої частини Сонячної системи з приблизним ексцентриситетом 0,99920 і приблизною великою піввіссю 1400 а. о., її орбітальний період становив приблизно 52 000 років. Через гравітаційне тяжіння з боку планет-гігантів, зокрема через проходження відносно близько до Сатурна та Юпітера, ексцентриситет орбіти збільшиться приблизно на 0,00080 (без урахування негравітаційних сил), і стане дуже близьким до 1. Як комета рухатиметься далі — залишиться на замкнутій еліптичній орбіті чи залишить сонячну систему по гіперболічній орбіті —, не можна сказати через невизначеність поточних даних.
Онлайн-система ефемерид JPL Horizons показує барицентричну вихідну орбіту, прив'язану до системи Сонце — Юпітер в епоху 2050 року, але з неймовірно далекою максимальною відстанню, яка виходить аж за хмару Оорта. Якщо виходити з геліоцентричної орбіти в епоху 2495, враховуючи лише масу Сонця, комета виявляється взагалі не прив'язаною до Сонячної системи: вона або зовсім її залишить, або повернеться через багато мільйонів років — це залежить від збурень під час її перебування в хмарі Оорта та від виділення газів з її поверхні.

## Колір
Зелений колір коми пояснюється, імовірно, наявністю двоатомного вуглецю, переважно навколо голови комети. Молекула C2, іонізована сонячним ультрафіолетовим випромінюванням, випромінює переважно в інфрачервоному діапазоні, але її триплетний стан випромінює на довжині хвиль 518 нм (нанометрів). Вона утворюється шляхом фотолізу органічних сполук, що випаровуються з ядра комети. Потім молекула піддається фотодисоціації з часом життя близько двох днів, тому зелене світіння з'являється в голові комети, але не в хвості.

## Зовнішні посилання
- База даних малих космічних тіл JPL